# 4806-os mellékút (Magyarország)
A 4806-os mellékút egy csaknem 22 kilométeres hosszúságú, négy számjegyű mellékút Hajdú-Bihar vármegye keleti részén: Vámospércstől vezet Létavértesig, a köztük elhelyezkedő, a román határ mellett fekvő kisebb települések feltárásával.

## Nyomvonala
Vámospércs belterületének keleti részén ágazik ki a 48-as főútból, annak a 20+550-es kilométerszelvénye közelében, dél-délkelet felé. Bagaméri utca néven húzódik a belterület déli széléig, amit majdnem pontosan az első kilométerénél ér el; ugyanott keresztezi – szintben, nyílt vonali szakaszon  a Debrecen–Nyírábrány-vasútvonal vágányait. Nagyjából a hetedik kilométerénél lép Bagamér területére, e község lakott területét kicsivel a tizedik kilométere előtt éri el, a Rákóczi utca nevet felvéve. A központot elhagyva már Bocskai utca a neve, így hagyja maga mögött a lakott terület déli szélét, 11,8 kilométer után.
Álmosd a következő, útjába eső település, melynek határszélét 12,8 kilométer megtételét követően szeli át; a lakott terület északi szélét 13,6 kilométer után éri el, ott a Széchenyi utca nevet veszi fel, a központtól délebbre pedig már Bartók Béla utca a települési neve, amíg – nagyjából 15,7 kilométer után – ki nem lép a községből. Kevesebb, mint egy kilométerrel arrébb már Kokad határai közt folytatódik, e településen a belterületi szakaszát hozzávetőlegesen a 18. és 20. kilométerei között teljesíti, előbb Kossuth Lajos, majd Rákóczi Ferenc utca néven. 20,5 kilométer után keresztezi Létavértes északi határát, és nem sokkal ezután véget is ér, e település lakott területeitől keletre, beletorkollva a 4814-es útba, annak a 28+850-es kilométerszelvénye közelében.
Teljes hossza, az országos közutak térképes nyilvántartását szolgáló kira.kozut.hu adatbázisa szerint 21,788 kilométer.

## Története
A Kartográfiai Vállalat 1990-ben megjelentetett Magyarország autóatlasza a teljes szakaszát kiépített, portalanított útként jelöli.

## Települések az út mentén
- Vámospércs
- Bagamér
- Álmosd
- Kokad
- Létavértes